# Neocleptria grisescens
Neocleptria grisescens är en fjärilsart som beskrevs av W. Warren 1913. Neocleptria grisescens ingår i släktet Neocleptria och familjen nattflyn. Inga underarter finns listade i Catalogue of Life.

## Bildgalleri

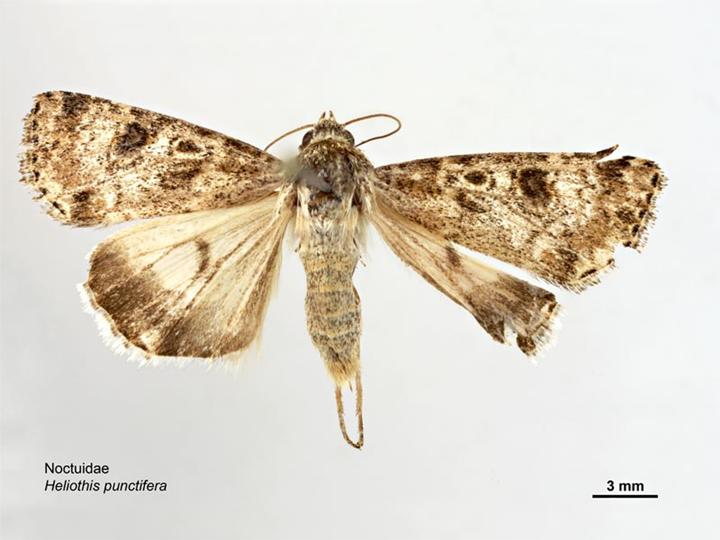
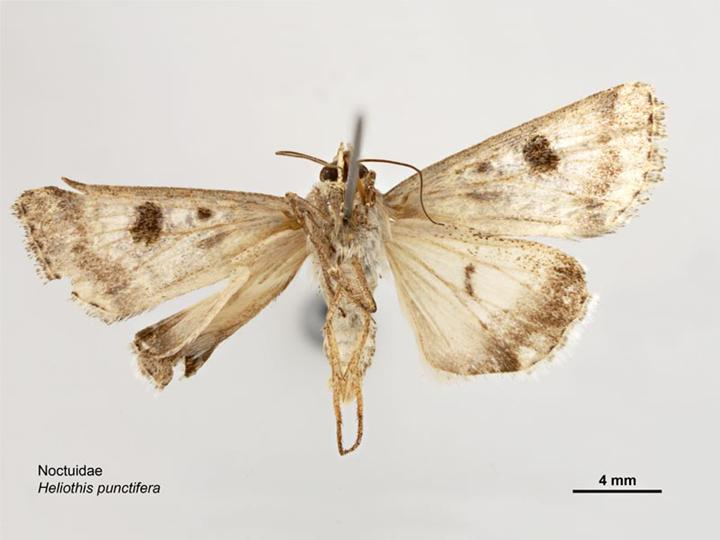